# Твій сучасник
«Твій сучасник» — радянський двосерійний художній фільм 1967 року, знятий на кіностудії «Мосфільм». Перегукується з іншим фільмом Юлія Райзмана «Комуніст», знятим ним в 1957 році. Розповідає про долю сина головного героя картини 1957 року, який став великим господарником.

## Сюжет
Василь Губанов (син головного героя фільму «Комуніст») працює директором споруджуваного комбінату в сибірському місті Березівка. Комбінат збирається добувати коетан (під цією назвою, очевидно, мається на увазі синтез-газ) з вугілля. Раніше Губанов сам наполягав на цьому методі, переконував почати будівництво комбінату-гіганта, але тепер приїхав в Москву разом з ученим Максимом Ниточкіним, щоб зупинити будівництво. Губанов переконався в тому, що видобуток коетана з вугілля вже морально застарілий, і необхідно переходити на метод видобутку з нафти. Але це означає зупинку гігантського будівництва, в яке вже було вкладено десятки мільйонів рублів, які тепер доведеться списати. Крім чисто фінансових проблем, є і етичні — на будівництво залучено десятки тисяч людей, виросло молоде місто, і тепер весь проект пропонується визнати безперспективним і закрити. Для Губанова це, швидше за все, кінець кар'єри. Але він вважає, що як комуніст не може продовжувати реалізовувати застарілий проект, який колись сам щосили просував. Паралельно розвивається друга історія. Син Губанова Міша закохується в дорослу жінку з дитиною і заради забезпечення молодої сім'ї кидає інститут. Головному герою належить зрозуміти і прийняти цей вибір. В основі сюжету — реальні події, пов'язані з будівництвом АНХК (Ангарського нафтохімічного комбінату) або Комбінату 16, як він тоді називався.

## У ролях
- Ігор Владимиров — Василь Губанов
- Микола Плотников — Максим Петрович Ниточкін, вчений
- Тетяна Надєждіна — Катя Чулкова
- Олексій Борзунов — Міша
- Антоніна Максимова — Єлизавета Кіндратівна
- Ніна Гуляєва — Зойка
- Микола Засухін — Георгій Кузьмич, заст. голови Ради Міністрів
- Аркадій Аркадьєв — Степан Гнатович, міністр
- Юрій Леонідов — Сергій Олександрович Колесников, міністр
- Михайло Ладигін — Володимир Сергійович, заст. міністра
- Сергій Смирнов — референт
- Юрій Свірін — Аркадій Аркадійович Серебряков, академік
- Микола Кузьмін — Самохін, секретар Березовського обкому
- Михайло Девяткин — вахтер
- Надія Федосова — Марія Сергіївна, депутат
- Анастасія Георгієвська — чергова по поверху
- Леонід Бронєвой — референт міністра
- Анатолій Кацинський — працівник міністерства
- Любов Калюжна — офіціантка
- Людмила Максакова — відвідувачка кафе
- Тетяна Панкова — тітка Дуся
- Едмунд Стівенс — кореспондент іноземної газети

## Знімальна група
- Режисер:  Юлій Райзман
- Автори сценарію:  Євген Габрилович,  Юлій Райзман
- Оператор:  Наум Ардашников
- Художник-постановник:  Георгій Турильов